# Archie Robertson (lekkoatleta)
Arthur James „Archie” Robertson (ur. 19 kwietnia 1879 w Harthill w South Yorkshire, zm. 18 kwietnia 1957 w Peterborough) – brytyjski lekkoatleta, biegacz długodystansowy, mistrz i wicemistrz olimpijski.
Był Szkotem. Wychował się w rodzinie lekarza z Glasgow. W szkole dał się poznać jako utalentowany sportowiec. Początkowo zajmował się głównie kolarstwem, a lekkoatletyką dopiero od 25 roku życia.
Zajął 2. miejsce w mistrzostwach Wielkiej Brytanii (AAA) w biegu przeszkodowym w 1907, a w 1908 zdobył tytuł mistrzowski (brytyjski i międzynarodowy) w biegu przełajowym, a w mistrzostwach AAA był 2. w biegu na 4 mile. Na igrzyskach olimpijskich w 1908 w Londynie startował w biegu na 3200 metrów przez przeszkody. W biegu finałowym zajmował początkowo dalsze miejsce, lecz na ostatnim okrążeniu ruszył w pościg za dwójką prowadzących. Wyprzedził Amerykanina Johna Eisele, a do zwycięzcy Arthura Russella z Wielkiej Brytanii zabrakło mu ok. 2 metrów.
Startował także w konkurencji biegu drużynowego na 3 mile, gdzie drużyna brytyjska z jego udziałem zdobyła złoty medal. Do klasyfikacji liczyły się miejsca trzech pierwszych zawodników każdego zespołu. Brytyjczycy zajęli 3 pierwsze miejsca indywidualnie (kolejno: Joseph Deakin, Robertson i William Coales). Robertson wystąpił również w biegu indywidualnym na 5 mil, w którym zajął 5. miejsce.
13 września 1908 w Sztokholmie uzyskał doskonały wynik w biegu na 5000 metrów – 15:01,2. Był to nieoficjalny rekord świata, lepszy od dotychczasowego o ponad 12 sekund.  W 1909 zajął 2. miejsca w mistrzostwach AAA na 1 milę i 4 mile. Po tym sezonie zakończył uprawianie lekkiej atletyki i powrócił do kolarstwa. Jego brat David startował w kolarstwie na tych samych igrzyskach olimpijskich w 1908.
Rekordy życiowe Robertsona:
- bieg na milę – 4:23,4 (1909)
- bieg na 3 mile – 14:27,2 (1908)
- Bieg na 5000 metrów – 15:01,2 (1908)
- bieg na 4 mile – 19:45,2 (1908)
- bieg na 6 mil – 30:26,0 (1908)
- Bieg na 10 000 metrów – 31:30,4 (1908)
- bieg godzinny – 18.479 metrów